# 費兆元
费兆元（？—1628年），字元祯，号台简。浙江湖州府烏程縣人。明朝政治人物。

## 生平
十月初一日生，治诗经。万历二十二年甲午科浙江鄉試第二十一名舉人，二十三年（1595）乙未科會試第一百六十四名，廷試二甲第二十四名进士，兵部觀政，二十四年丁父憂，二十七年四月授刑部陕西司主事，升本司员外郎，三十一年七月与工部都水司主事馬從龍主考陕西鄉試。出为湖廣荆州府知府，四十年十二月調任江西南康府，进廣東副使，調福建副使，四十六年十一月升本省水利道右参政，改湖广参政，天啓元年（1621年）二月升福建按察使、分巡建南，二年四月升广东右布政使，三年九月升山东左布政使，六年閏六月升光禄寺卿，七年八月叙殿工恩，升一级。崇祯继位，七年十一月升刑部右侍郎，十二月升左侍郎，崇祯元年卒，賜祭葬。

## 家族
曾祖费愚，知縣。祖费學禮。父费日章，庠生。母俞氏。严侍下。娶戴氏，继娶陈氏、吴氏。子世淐、世澤。